# 悪の企業

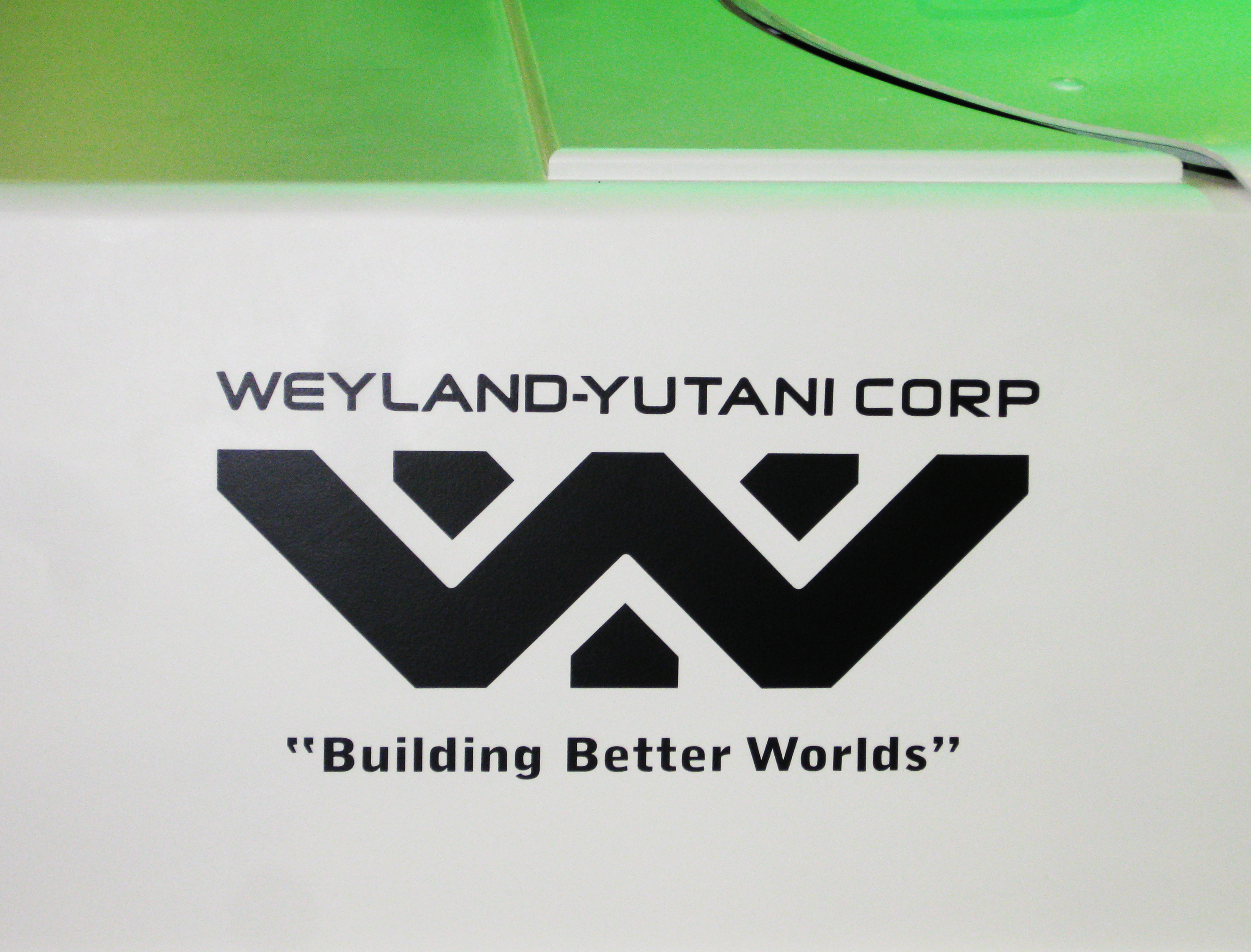
エイリアンフランチャイズに登場する架空の邪悪な企業であるWeyland-Yutani社のロゴとスローガン

悪の企業（あくのきぎょう、英語: Evil corporation）とは、株主や経営陣のために倫理観なく金儲けに邁進する企業を指す。一方で、社会的責任を顧みない企業姿勢や風土を描写するポップカルチャーにおける比喩的な表現の一面もある。

## フィクションにおける悪の企業
この概念は、「映画、小説、ビデオゲームなど、現代文化の風景に深く浸透している」とされている。企業が最初にディストピア的に描かれた舞台となったのはSFのジャンルであった。
悪の企業は、資本主義が増大した傲慢さと合体することの危険性を象徴しているといえる。

### 代表例
- レックスコープ（英語版）：DCコミックス
- ヴォート・インターナショナル：『ザ・ボーイズ』
- オズコープ（英語版）：マーベル・コミック
- ソイレント・コーポレーション：『ソイレント・グリーン』
- BNL（Buy N Large Corporation、バイン・ラージ）：『ウォーリー』
- アンブレラ：バイオハザードシリーズ
- ウェイランド・ユタニ社：エイリアンシリーズ（英語版）（『エイリアン』等）
- オムニ社（Omni Consumer Products）：ロボコップシリーズ（英語版）
- プリマテック社（Primatech）：『HEROES』
- Blue Sun (Firefly and Serenity)
- メリック・バイオテック社（Merrick Biotech）：『アイランド』
- Fatboy Industries (The Middleman, TV series)
- タイレル社（Tyrell Corporation）：『ブレードランナー』
- ウォレス社（Wallace Corporation）：『ブレードランナー 2049』
- Veidt Industries (Watchmen)
- サイバーダイン社（Cyberdyne Systems Corporation）：ターミネーターシリーズ
- ヨーヨーダイン： 『V.』、『競売ナンバー49の叫び』
- Earth Protectors：『孤独なスーパーヒーロー（英語版）』
- ジーン社（GeneCo）：『REPO! レポ』
- IOI社（Innovative Online Industries）：『レディ・プレイヤー1』
- エイペックス・サイバネティクス社（Apex Cybernetics）：『ゴジラvsコング』
- オールコム社（Allcom）：『ペイチェック 消された記憶』
- ダイナウ社（Dynow Labs）：『コンティニュー』
- アクメ社（Acme Corporation）：『ルーニー・テューンズ:バック・イン・アクション』
- ソリアン・テクノロジーズ社（Sorian Technologies）：『アダム&アダム』
- ワンダーランドウェザー社（Wonderland Weather）：『アベンジャーズ』

## 現実世界における悪の企業
実生活では、企業が悪者扱いされることがある。そのような非難に備えて、Googleは「邪悪になるな」という公式モットーを掲げていた時期もあった。ザ・ニューヨーカー誌は、「多くの食品活動家は、モンサント社（現バイエル社）を決定的な悪の企業とみなしている」と書いている。
書籍「The Debate over Corporate Social Responsibility」（企業の社会的責任をめぐる議論）においては、「多くの消費者にとって、ウォルマートは悪の企業の原型となっているが、低価格を求めて買い物をする人は記録的に多い」と書かれている。
過重労働を強いるなど従業員の労働環境の悪い会社はブラック企業と呼ばれ区別されることが多い。日本では、ジャーナリストや人権活動家で構成される委員会が、「過重労働、差別、ハラスメントの文化を持つ」企業に対して、企業版のゴールデンラズベリー賞ともいえるブラック企業大賞を毎年発表している。